# Fritz Lamerdin
Fritz Lamerdin (* 22. April 1911 in Wiesloch; † 24. März 1993) war ein deutscher Forstbeamter. Er galt als Pionier der modernen Forstpolitik und war maßgeblich am Aufbau der baden-württembergischen Landesforstverwaltung beteiligt.

## Leben und Wirken
Fritz Lamerdin entstammte einer angesehenen Wieslocher Familie. 
Nach dem Studium der Forstwissenschaften legte Fritz Lamerdin 1938 die Große Forstliche Staatsprüfung ab. Seinen Einstieg in den Forstberuf unterbrach jedoch der Zweite Weltkrieg. Von 1940 bis 1945 war er Soldat und geriet im Januar 1945 in sowjetische Kriegsgefangenschaft, aus der er erst 1949 zurückkehrte. Ab 1950 leitete er das Forstamt Walldürn, wurde jedoch bereits 1953 als Referatsleiter in die Abteilung „Landesforstverwaltung“ des baden-württembergischen Ministeriums für Landwirtschaft und Ernährung (später „Ministerium für Ernährung, Landwirtschaft und Forsten“) berufen. In dieser Funktion gehörte Lamerdin zu den „Männern der ersten Stunde“, die diesen Verwaltungszweig für das neu gebildete Bundesland aufbauen halfen. Im Zentrum seines beruflichen Wirkens stand dabei die Forstpolitik im weitesten Sinne. In den folgenden fast zwei Jahrzehnten leitete er im Ministerium zahlreiche Referate in unterschiedlichen Kombinationen: Waldarbeit, Tarifwesen, Forsthaushalt, Liegenschaften, Jagd und Fischerei, Forstpolitik, Forstrecht, Körperschafts- und Privatwald, Raumordnung und Landesplanung, Naturschutz, Landespflege und Erholung. Wichtige Ergebnisse seiner Arbeit waren die Privatwaldbekanntmachung von 1960 sowie das Bewirtschaftungs- und Beförsterungsbeiträge-Gesetz.
Fritz Lamerdin, der auch Stellvertreter des Landesforstpräsidenten war, hat als einer der ersten die Schutz- und Erholungsfunktion des Waldes in der Industriegesellschaft erkannt und daher Raumordnung, Naturschutz und Landespflege in das Aufgabenspektrum der Forstverwaltung einbezogen. Stets betonte er eine multifunktionale, ganzheitliche Sicht der Forstwirtschaft im Sinne der Waldfunktionenlehre Victor Dieterichs und setzte sich für den Schutz der natürlichen Lebensgrundlagen und den Ausgleich ökonomischer und ökologischer Interessen ein. Fritz Lamerdin veröffentlichte dazu nicht nur regelmäßig Beiträge in forstlichen Fachzeitschriften und veranlasste entsprechende Schulungen der Forstbeamten, sondern machte seine Ansichten auch außerhalb des engeren forstlichen Wirkungskreises einer breiten Öffentlichkeit publik. 
Wesentlich beteiligt war er an zusammen mit anderen Ministerien verfassten Erlassen zur Walderhaltung und zur Zusammenarbeit der Forstverwaltung mit der Naturschutzverwaltung sowie den mit Landes-, Regional- und Bauleitplanung befassten Stellen. Nachdrücklich trat Lamerdin dafür ein, Forstbehörden und -beamte im Zuge der Amtshilfe auch für Naturschutz- und Landschaftspflegearbeiten außerhalb des Waldes einzusetzen. Außerdem erreichte er, dass der baden-württembergische Landtag empfahl, frei werdende Stellen von Kreisnaturschutzbeauftragten möglichst an Beamte der Forstverwaltung zu übertragen.
Von 1972 bis zum altersbedingten Eintritt in den Ruhestand am 1. Mai 1976 leitete er die Forstliche Versuchs- und Forschungsanstalt (FVA) in Freiburg im Breisgau. Dort bildete er unter anderem eine Arbeitsgruppe, die die Sozialleistungen des Staatsforstbetriebes untersuchte.
Bereits während seiner aktiven Dienstzeit bekleidete Lamerdin zahlreiche Ehrenämter, auch außerhalb seines forstlichen Wirkungsbereichs. So war er Vizepräsident des Bundesverbands der Schutzgemeinschaft Deutscher Wald, ab 1972 Vorstandsmitglied des Deutschen Naturschutzringes (DNR), Mitglied des Beirats für Raumordnung und der Arbeitsgruppe „Entwicklungskonzeption für die Landschaft“ beim Bundesministerium des Innern, Mitglied des Kuratoriums für Naturparke beim Bundesministerium für Ernährung, Landwirtschaft und Forsten, Vorsitzender des Ausschusses für Raumordnung und Landespflege und Mitglied des Rechts- und Forstpolitischen Ausschusses des Deutschen Forstwirtschaftsrates (DFWR). Auch im Ruhestand wirkte er noch viele Jahre lang in mehreren Gremien auf Bundesebene mit. So war er Vorsitzender des Vorstandes der Wilhelm-Münker-Stiftung für Volksgesundheit, Wandern, Natur- und Heimatschutz in Hilchenbach. Für deren Reihe Beiträge zur Lebensqualität, Walderhaltung und Umweltschutz, Gesundheit, Wandern und Heimatpflege verfasste er in den 1980er-Jahren zudem mehrere Schriften. 
Sein Wirken fand öffentliche Anerkennung unter anderem durch die Verleihung des Bundesverdienstkreuzes I. Klasse (1981) und die Auszeichnung mit dem Wilhelm-Leopold-Pfeil-Preis der Alfred Töpfer Stiftung F.V.S. Hamburg 1982.
Forstpräsident a. D. Fritz Lamerdin starb nach kurzer, schwerer Krankheit am 24. März 1993.

## Auszeichnungen
- 1981 – Bundesverdienstkreuz I. Klasse
- 1982 – Wilhelm-Leopold-Pfeil-Preis der Alfred Töpfer Stiftung F.V.S. Hamburg
- Goldenes Ehrenabzeichen der Schutzgemeinschaft Deutscher Wald (SDW)

## Schriften
- als Zusammensteller: Lebenssinn und Lebenswerte. (Zum 70. Geburtstag von Fritz Lamerdin), Iserlohn 1981 (ISBN 3-87695-504-1)
- Der Wald. Wald, Waldwirtschaft und Umweltschutz. Waldschutz ist Lebensschutz. Dem Mischwald gehört die Zukunft etc., Beiträge zur Lebensqualität, Walderhaltung und Umweltschutz, Gesundheit, Wandern und Heimatpflege (Heft 1), Siegen 1983 (2., erweiterte Auflage, Siegen 1987, ISBN 3-937409-01-7)
- zusammen mit W. Stichmann: Landschaft und Verkehr. Studien und Beiträge, Beiträge zur Lebensqualität, Walderhaltung und Umweltschutz, Volksgesundheit, Wandern und Heimatschutz (Heft 4), Siegen 1983
- zusammen mit Hubert Markl: Ökologie und Ökonomie, Beiträge zur Lebensqualität, Walderhaltung und Umweltschutz, Gesundheit, Wandern und Heimatpflege (Heft 5), Siegen 1983 (2. Auflage 1990)
- Traditionelle Werte – Wegweiser für die Zukunft. Beiträge zur geistigen und gesellschaftlichen Erneuerung, Siegen und Hilchenbach 1986
- Multifunktionale und naturnahe Waldwirtschaft, in: Beiträge zur Lebensqualität, Walderhaltung und Umweltschutz, Gesundheit, Wandern und Heimatpflege (Heft 23), Siegen 1989